# Partido Socialista Democrático Italiano
O Partido Socialista Democrático Italiano (em italiano: Partito Socialista Democratico Italiano, PSDI), foi um partido de ideologia social-democrata de Itália.
Fundado em 1947, como Partido Socialista dos Trabalhadores Italianos, foi criado pela ala social-democrata e anti-comunista do Partido Socialista Italiano, que rejeitava a aliança deste partido com o Partido Comunista Italiano e, também, defendia a integração europeia e a adesão à NATO.
Ideologicamente, o PSDI era um partido de linha social-democrata, embora seguindo uma linha entre a social-democracia tradicional e o centrismo. O partido também era profundamente anti-comunista e forte defensor da economia de mercado, da integração europeia e da adesão da Itália à NATO.
Desde da sua fundação até à queda da I República de Itália, em 1994, entrou em vários governos italianos em coligação com a Democracia Cristã.
Após a queda da I República de Itália, em 1994 , passou a ter um papel marginal até à sua dissolução, em 1998, ano em que se juntou a outros pequenos partidos social-democratas para criar o partido dos Socialistas Democráticos Italianos. O partido é um dos partidos de esquerda da Itália e da Europa que apoiam o Capitalismo.
Em 2004, o PSDI foi refundado por antigos dirigentes do partido, mas, sem recuperar a influência do passado.
A maior figura deste partido foi Giuseppe Saragat, presidente de Itália, entre 1964 e 1971.

## Resultado Eleitoral

### Eleições legislativas

#### Câmara dos Deputados
| Data | Líder                           | CI.                             | Votos                           | %                               | +/-                             | Deputados                    | +/-                          | Status                       |
| ---- | ------------------------------- | ------------------------------- | ------------------------------- | ------------------------------- | ------------------------------- | ---------------------------- | ---------------------------- | ---------------------------- |
| 1948 | Ivan Matteo Lombardo            | 3.º                             | 1 858 116                       | 7,7 / 100,0                     |                                 | 33 / 574                     |                              | Governo                      |
| 1953 | Giuseppe Saragat                | 6.º                             | 1 222 957                       | 4,5 / 100,0                     | 3,2                             | 14 / 590                     | 19                           | Oposição                     |
| 1958 | Giuseppe Saragat                | 5.º                             | 1 345 447                       | 4,6 / 100,0                     | 0,1                             | 22 / 596                     | 8                            | Oposição                     |
| 1963 | Giuseppe Saragat                | 5.º                             | 1 876 271                       | 6,1 / 100,0                     | 1,5                             | 33 / 630                     | 11                           | Governo                      |
| 1968 | Partido Socialista Unificado    | Partido Socialista Unificado    | Partido Socialista Unificado    | Partido Socialista Unificado    | Partido Socialista Unificado    | Partido Socialista Unificado | Partido Socialista Unificado | Partido Socialista Unificado |
| 1972 | Giuseppe Saragat                | 5.º                             | 1 718 142                       | 5,1 / 100,0                     |                                 | 29 / 630                     |                              | Governo                      |
| 1976 | Pier Luigi Romita               | 5.º                             | 1 239 492                       | 3,4 / 100,0                     | 1,7                             | 15 / 630                     | 14                           | Oposição                     |
| 1979 | Pietro Longo                    | 5.º                             | 1 407 535                       | 3,8 / 100,0                     | 0,4                             | 20 / 630                     | 5                            | Governo                      |
| 1983 | Pietro Longo                    | 6.º                             | 1 508 234                       | 4,9 / 100,0                     | 1,1                             | 23 / 630                     | 3                            | Governo                      |
| 1987 | Franco Nicolazzi                | 6.º                             | 1 140 209                       | 3,0 / 100,0                     | 1,9                             | 17 / 630                     | 6                            | Governo                      |
| 1992 | Franco Nicolazzi                | 10.º                            | 1 066 672                       | 2,7 / 100,0                     | 0,3                             | 16 / 630                     | 1                            | Governo                      |
| 1994 | Enrico Ferri                    | 14.º                            | 179 495                         | 0,5 / 100,0                     | 2,2                             | 0 / 630                      | 16                           | Extra-parlamentar            |
| 1996 | Partido Democrático da Esquerda | Partido Democrático da Esquerda | Partido Democrático da Esquerda | Partido Democrático da Esquerda | Partido Democrático da Esquerda | 1 / 630                      | 1                            | Governo                      |

#### Senado
| Data | CI.                          | Votos                        | %                            | +/-                          | Deputados                    | +/-                          | Status                       |
| ---- | ---------------------------- | ---------------------------- | ---------------------------- | ---------------------------- | ---------------------------- | ---------------------------- | ---------------------------- |
| 1948 | 3.º                          | 1 219 287                    | 5,0 / 100,0                  |                              | 10 / 237                     |                              | Governo                      |
| 1953 | 6.º                          | 1 046 301                    | 4,3 / 100,0                  | 0,7                          | 4 / 237                      | 6                            | Oposição                     |
| 1958 | 5.º                          | 1 136 803                    | 4,4 / 100,0                  | 0,1                          | 5 / 246                      | 1                            | Oposição                     |
| 1963 | 5.º                          | 1 743 837                    | 6,4 / 100,0                  | 2,0                          | 14 / 315                     | 9                            | Governo                      |
| 1968 | Partido Socialista Unificado | Partido Socialista Unificado | Partido Socialista Unificado | Partido Socialista Unificado | Partido Socialista Unificado | Partido Socialista Unificado | Partido Socialista Unificado |
| 1972 | 5.º                          | 1 614 273                    | 5,4 / 100,0                  |                              | 11 / 315                     |                              | Governo                      |
| 1976 | 5.º                          | 974 940                      | 3,1 / 100,0                  | 2,3                          | 6 / 315                      | 5                            | Oposição                     |
| 1979 | 5.º                          | 1 320 729                    | 4,2 / 100,0                  | 1,1                          | 9 / 315                      | 3                            | Governo                      |
| 1983 | 6.º                          | 1 184 936                    | 3,8 / 100,0                  | 0,4                          | 8 / 315                      | 1                            | Governo                      |
| 1987 | 6.º                          | 822 593                      | 2,5 / 100,0                  | 1,3                          | 6 / 315                      | 2                            | Governo                      |
| 1992 | 10.º                         | 853 895                      | 2,6 / 100,0                  | 0,1                          | 3 / 315                      | 3                            | Governo                      |
| 1994 | 14.º                         | 66 589                       | 0,2 / 100,0                  | 2,4                          | 0 / 315                      | 3                            | Extra-parlamentar            |

### Eleições europeias
| Data | CI.  | Votos     | %           | +/- | Deputados |   |
| ---- | ---- | --------- | ----------- | --- | --------- | - |
| 1979 | 5.º  | 1 514 272 | 4,3 / 100,0 |     | 4 / 81    |   |
| 1984 | 6.º  | 1 225 462 | 3,5 / 100,0 | 0,8 | 3 / 81    | 1 |
| 1989 | 7.º  | 945 383   | 2,7 / 100,0 | 0,8 | 2 / 81    | 1 |
| 1994 | 13.º | 227 439   | 0,7 / 100,0 | 2,0 | 1 / 87    | 1 |